# Capanemia superflua
Capanemia superflua é uma espécie de  planta do gênero Capanemia e da família Orchidaceae. 
Espécie que ocorre da Argentina ao Brasil, e que devido ao potencial ornamental vem sendo predatoriamente retirada de seu ambiente, principalmente no sul do país, resultando nos baixos números de registros em herbários nos últimos anos, o que pode ser reflexo de diminuição de suas populações naturais. 

## Taxonomia
A espécie foi descrita em 1967 por Leslie A. Garay. 
Os seguintes sinônimos já foram catalogados:  
- Oncidium superfluum  Rchb.f.
- Capanemia juergensiana  (Kraenzl.) Schltr.
- Capanemia uliginosa  Barb.Rodr.
- Rodriguezia anomala  Rolfe
- Rodriguezia juergensiana  Kraenzl.
- Rodriguezia uliginosa  (Barb.Rodr.) Cogn.

## Forma de vida
É uma espécie epífita e herbácea. 

## Descrição
Planta epífita. Pseudobulbo cilíndrico; brácteas articuladas ausentes. Ela tem folhas cilíndricas, carnosas, ápice agudo. Inflorescência 11-20 flores; brácteas florais, ovadas, escariosas, ápice acuminado. Ela tem flores brancas. Sépala dorsal oblongo-lanceolada, livre, margem inteira, ápice agudo-acuminado. Sépalas laterais ovadas, livres, margem inteira, ápice agudo-acuminado. As pétalas são elíptico-ovadas, livres, margem inteira, ápice agudo-acuminado. Possui labelo  obovado, dobrado para baixo, não articulado com a coluna, região proximal com tricomas, região distal com mácula amarela entre os calos; margem inteira na região do calo e ondulada no ápice; ápice retuso, obtuso ou arredondado. Coluna com cerca de 2 mm de altura.; asas da coluna proeminentes, projetadas para frente, com tricomas na base.   

## Conservação
A espécie faz parte da Lista Vermelha das espécies ameaçadas do estado do Espírito Santo, no sudeste do Brasil. A lista foi publicada em 13 de junho de 2005 por intermédio do decreto estadual nº 1.499-R. 

## Distribuição
A espécie é encontrada nos estados brasileiros de Espírito Santo, Minas Gerais, Paraná, Rio Grande do Sul e Santa Catarina. 
A espécie é encontrada nos  domínios fitogeográficos de Mata Atlântica e Pampa, em regiões com vegetação de mata ciliar, floresta ombrófila pluvial e mata de araucária.